# Басово-Заречье
Ба́сово-Заре́чье — деревня в Железногорском районе Курской области. Входит в состав Рышковского сельсовета.

## География
Расположена в 25 км к юго-востоку от Железногорска на левом берегу реки Усожи. Высота над уровнем моря — 162 м.

## История
Возникла как обособившаяся часть деревни Басово. В первые годы советской власти вошла в состав Басовского сельсовета. С 1928 года в составе Фатежского района. В 1935—1963 годах входила в состав Верхнелюбажского района. В 1937 году в деревне было 45 дворов. Во время Великой Отечественной войны, с октября 1941 года по февраль 1943 года, Басово-Заречье находилось в зоне немецкой оккупации. В 1963—1991 годах снова в составе Фатежского района. В декабре 1991 года вместе с Басовским сельсоветом была передана в Железногорский район. В 2000 году Басово-Заречье было газифицировано. В 2017 году, с упразднением Басовского сельсовета, деревня была передана в Рышковский сельсовет.

## Население
| 1979 | 2002 | 2010 |
| ---- | ---- | ---- |
| 145  | ↘142 | ↗167 |